# Jackie Wilson (Boxer)
Jackie Wilson (* 2. Dezember 1909 in Westminster, South Carolina, USA; † 2. Dezember 1966) war ein US-amerikanischer Boxer. Er war von 1941 bis 1943 Weltmeister im Federgewicht.

## Werdegang
Wilson begann seine Profikarriere im Jahre 1929 und gewann seine ersten drei Kämpfe. Am 18. November 1941 errang er den Weltmeistergürtel des Verbandes NBA, als er seinen Landsmann Richie Lemos durch einstimmigen Beschluss schlug. Diesen Titel verlor er am 18. Januar 1943 gegen Jackie Callura durch einstimmige Punktentscheidung. Im Jahre 1947 beendete Wilson seine Karriere.